# Viry, Haute-Savoie
Viry är en kommun i departementet Haute-Savoie i regionen Auvergne-Rhône-Alpes i sydöstra Frankrike. Kommunen ligger i kantonen Saint-Julien-en-Genevois som tillhör arrondissementet Saint-Julien-en-Genevois. År 2022 hade Viry 5 625 invånare.

## Befolkningsutveckling
Antalet invånare i kommunen Viry
| Referens: INSEE |